# Xã Fair, Quận Hutchinson, South Dakota
Xã Fair (tiếng Anh: Fair Township) là một xã thuộc quận Hutchinson, tiểu bang Nam Dakota, Hoa Kỳ. Năm 2010, dân số của xã này là 79 người.